# Saint-Nicolas-d’Attez
Saint-Nicolas-d’Attez ist eine Ortschaft und eine Commune déléguée in der französischen Gemeinde Sainte-Marie-d’Attez mit 167 Einwohnern (Stand: 1. Januar 2022) im Département Eure in der Region Normandie. 
Mit Wirkung vom 1. Januar 2016 wurden die früheren Gemeinden Dame-Marie, Saint-Nicolas-d’Attez und Saint-Ouen-d’Attez zu einer Commune nouvelle mit dem Namen Sainte-Marie-d’Attez zusammengelegt. Die Gemeinde Saint-Nicolas-d’Attez gehörte zum Arrondissement Évreux, zum Kanton Breteuil und zum Kommunalverband Normandie Sud Eure. 
Saint-Nicolas-d’Attez liegt etwa 28 Kilometer südwestlich von Évreux.

## Bevölkerungsentwicklung
| 1962                      | 1968 | 1975 | 1982 | 1990 | 1999 | 2006 | 2013 |
| ------------------------- | ---- | ---- | ---- | ---- | ---- | ---- | ---- |
| 160                       | 154  | 134  | 130  | 119  | 124  | 136  | 167  |
| Quelle: Cassini und INSEE |      |      |      |      |      |      |      |

## Persönlichkeiten
- Augustin Théodule Ribot (1823–1891), Maler